# 민디어족
민디어족(영어: Mirndi languages, Mindi languages)은 노던 준주의 오스트레일리아 원주민 언어들이 이루는 어족이다. 민디어족은 이람어파와 바클리 제어로 나뉜다. 바클리 제어가 사용되는 지역은 이람어파 사용 지역에서 동남쪽으로 200km 정도 떨어져 있으며 응움핀어군이 둘 사이를 가로막고 있다. 이람어파와 바클리 제어의 가장 큰 차이는, 이람어파 언어들은 다른 비(非)파마늉아어족 언어들처럼 모두 접두사 언어인 반면 바클리 제어들은 대부분의 파마늉아어족 언어처럼 접미사 언어라는 점이다.
민디어족이라는 이름은 어족에 속한 모든 언어들이 공유하는 1인칭 청자포함 쌍수 대명사 (즉 ‘너와 나’라는 뜻이다) ‘mind-’ 또는 ‘mirnd-’에서 따왔다.

## 분류
1980년대 초에 닐 채드윅이 처음 제안한 이후로 학계에서는 대체로 민디어족을 인정해 왔다. 민디어족의 계통 분류는 주로 어휘 비교가 아니라 형태론에 기반하며 가장 결정적인 증거는 대명사 체계에서 나타난다. 그러나 “그 밖에 문법의 다른 영역에서는 체계적인 유사성을 찾아보기 힘들며, [따라서] 민디어족이라는 분류는 다소 의심스럽고, 학계에서 일반적으로 인정받는다고는 하기엔 부족하다.” 그럼에도 불구하고 2008년에 민디조어가 재구된 바 있다.
|  | 눙알리어 |
|  |          |
|  | 자민중어 |
|  |          |

|  | 응안카어 |
|  |          |
|  | 왐바야어 |
|  |          |

|  | 눙알리어 |
|  |          |
|  | 자민중어 |
|  |          |

|  | 응안카어 |
|  |          |
|  | 왐바야어 |
|  |          |

여기에 응알리우루어(Ngaliwurru)를 덧붙일 수 있다. 그러나 응알리우루어가 독립된 언어인지 아니면 자민중어의 방언인지는 불확실하다. 이와 비슷하게 구단지어(Gudanji)와 빈빙카어(Binbinka)는 일반적으로 왐바야어의 방언으로 여겨진다. 구단지, 빈빙카, 왐바야를 통틀어 맥아더강어(McArthur River language)라 부르기도 한다.

## 어휘
이람어파, 바클리 제어, 응움핀어군 및 주변의 여러 언어들은 긴밀하게 접촉해 왔기 때문에, 이람어파와 바클리 제어가 공유하는 동근어 중 다수는 실제로는 (특히 응움핀어군에서 온) 차용어일지도 모른다. 예를 들어 바클리 제어에 속하는 징울루어는 이람어파와 단 9%의 어휘만을 공유하지만, 자민중어의 응알리우루 방언은 근방의 응움핀어군 언어인 무드부라어와 28%의 어휘를 공유한다.
바클리 제어 내에서 징울루어는 가장 가까운 친척인 왐바야어 및 응안카어와 각각 29%, 28%의 어휘를 공유한다. 응안카어는 왐바야어와  60%의 어휘를 공유하고, 왐바야어는 빈빙카 방언 및 구단지 방언과 각각 69%, 78%의 어휘를 공유한다. 빈빙카 방언과 구단지 방언은 서로 88%의 어휘를 공유한다.

## 참고 문헌
- Chadwick, Neil (1997) "The Barkly and Jaminjungan Languages: A Non-Contiguous Genetic Grouping In North Australia" in Tryon, Darrell, Walsh, Michael, eds. Boundary Rider: Essays in honour of Geoffrey O'Grady. Pacific Linguistics, C-136
- Schultze-Berndt, Eva F. (2000), 《Simple and Complex Verbs in Jaminjung – A Study of event categorisation in an Australian language》